# Château de Villaret
Le château de Villaret, est un antique château féodal situé sur la commune d'Allenc en Lozère (France). Il ne reste plus aujourd'hui qu'une tour, située au centre du parc naturel du vallon du Villaret, où il accueille diverses expositions.

## Situation
Le château est situé sur la commune d'Allenc, au pied du mont Lozère. À l'époque de sa construction, il était inclus dans les possessions des barons du Tournel, l'une des huit baronnies du Gévaudan.

## Historique
Le château est sans doute établi au XIIe siècle. Mention en est faite à la fin de ce siècle par le propriétaire des lieux, dans une requête auprès de l'évêque de Mende afin de pouvoir établir une chapelle au sein du château. La distance jusqu'à l'église paroissiale d'Allenc étant, en effet, trop importante.
C'est sans doute dans ce château que naît Guillaume de Villaret, le 24e grand maître de l'ordre des chevaliers hospitaliers de Saint-Jean-de-Jérusalem. Son neveu, Foulques de Villaret, lui aussi né au château, sera son successeur.
En 1561, l'héritier des Villaret, Jean II, est ruiné et contraint de vendre une grande partie de ses biens. Le château de Villaret est racheté par Jean Leblanc, juge royal de Nîmes et de Beaucaire. Lorsque sa fille se marie, le château devient ainsi propriété de la famille de Rets. Mais peu de temps après, les guerres de Religion vont détruire une grande partie du château. 
En 1875 la tour, seule subsistance du château, et le domaine sont vendus à la famille Reversat de Bagnols-les-Bains. Près d'un siècle plus tard, en 1973, les Reversat vendent l'ensemble à la famille de Villaret qui récupère ainsi ses propriétés. En 1979, la tour est inscrite aux monuments historiques.

Armes de la famille de Villaret.

En 1985 le domaine échoit à Jacqueline et Guillaume Sonnet, qui vont bâtir autour de la tour le parc à thème du vallon du Villaret. Celui-ci ouvre ses portes en 1993. La tour devient alors le centre des expositions qui y ont lieu chaque année.

## Sources et références
1. 1 2  Notice no PA00103781, sur la plateforme ouverte du patrimoine, base Mérimée, ministère français de la Culture